# Jacques Godbout

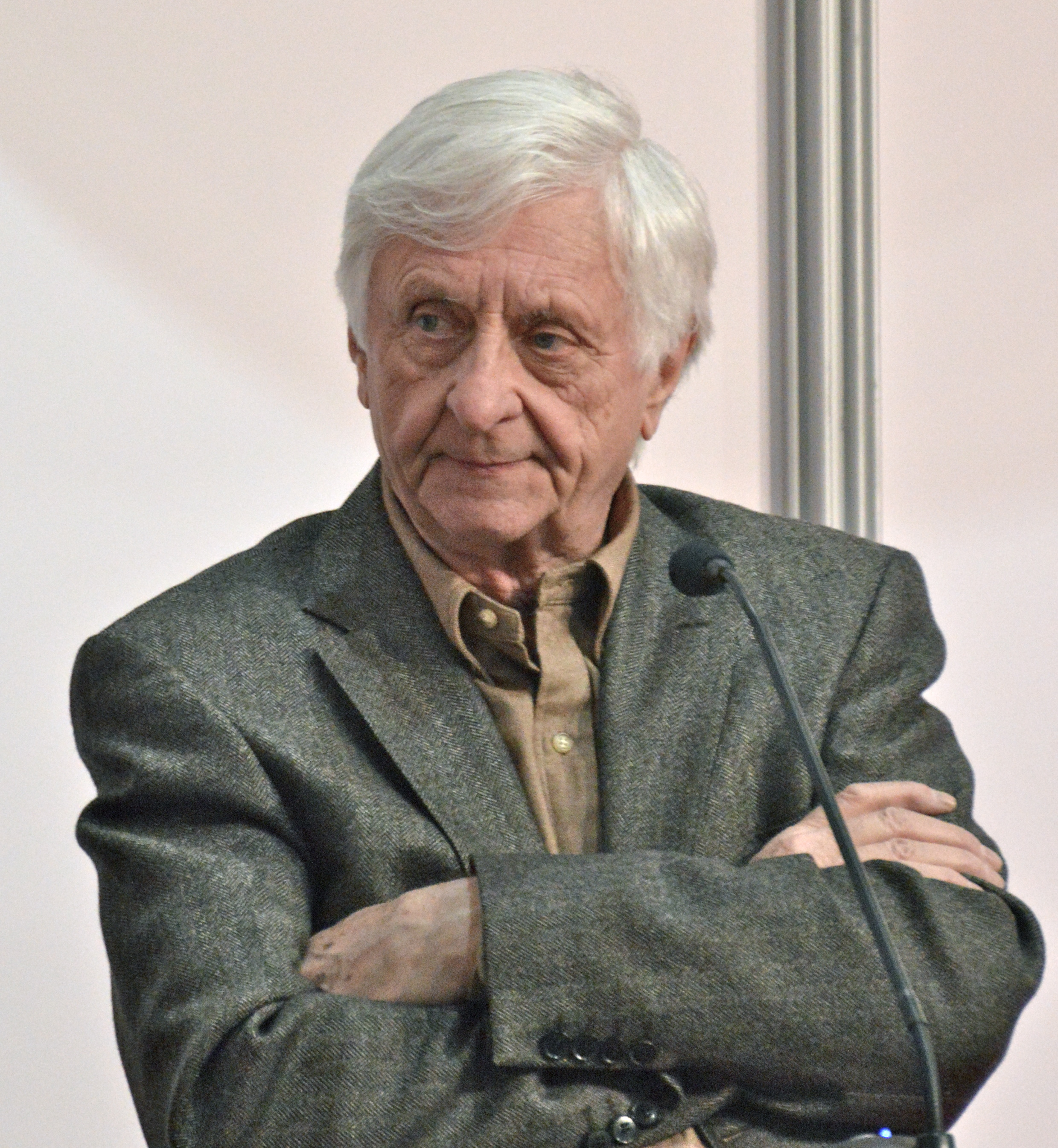
Jacques Godbout (2014)

Jacques Godbout (* 27. November 1933 in Montreal) ist ein kanadischer Schriftsteller, Dichter, Filmregisseur und Dokumentarfilmer französischer Sprache.

## Leben und Werk
Jacques Godbout ist der Großneffe des quebecischen Ministerpräsidenten Adélard Godbout. Er besuchte in Montreal das Jesuitenkolleg Jean-de-Brébeuf, wo der spätere Ministerpräsident Robert Bourassa sein Freund war. Nach dem Abitur ging er mit seiner Frau von 1954 bis 1957 als Dozent nach Abessinien. Die dort und auf vielen weiteren Reisen (die ihn 2000 auch nach Deutschland führten) erworbene Weltläufigkeit nutzte er in zehn (im Verlag Éditions du Seuil erschienenen) Romanen für einen originellen und oft amüsanten Blick auf die Einzigartigkeit des frankophonen Quebec im anglophonen Nordamerika und seine Entwicklung während und nach der Stillen Revolution. Dabei wehrte er sich gegen die vom französischen Mutterland ausgehende Tendenz, bei allen französischsprachigen Staaten eine verbindende Gemeinsamkeit vorauszusetzen, was er als Spätentwicklung des Kolonialismus brandmarkte.
Daneben veröffentlichte er von 1956 bis 1984 fünf Gedichtbände und von 1975 bis 2010 sieben Essaybände, ferner 1991 ein von Radio-Canada bestelltes Tagebuch der Jahre 1981–1990 (L’Écrivain de province) und 2014 Gespräche mit dem Soziologen Mathieu Bock-Côté (Le tour du jardin).
Als Beamter des Office national du Film du Canada drehte Godbout die vier Spielfilme YUL 871 (1966), Kid Sentiment (1967), IXE-13 (1971) und La Gammick (1974) sowie 27 Dokumentar- und Kurzfilme (1961–2003).
Godbout gründete 1977 die Union des écrivaines et des écrivains québécois (UNEQ).
Godbout ist Ehrendoktor dreier kanadischer Universitäten. Sein Gesamtwerk wurde mit zahlreichen Preisen ausgezeichnet. Seit 2016 ist er Offizier des Order of Canada.

## Romane
- L’Aquarium (1962) (Prix Québec-Paris)
- Le couteau sur la table (1965) (Prix Henri-Dumarest der Académie française)
- Salut Galarneau! (1967) (Prix du Gouverneur général 1967)
- D’Amour P.Q. (1972) (Prix Georges Dupau der Académie française 1973)
- L’Isle au dragon (1976)
- Les Têtes à Papineau (1981)
- Une histoire américaine (1986)
- Le Temps des Galarneau (1993)
- Opération Rimbaud (1999)
- La Concierge du Panthéon (2006) (Prix de l’Académie française Maurice-Genevoix 2007)